# Minamoto no Hitoshi
Minamoto no Hitoshi (源等?   880 - marzo de 951) fue un poeta y burócrata japonés que vivió a mediados de la era Heian. Su padre fue el Chūnagon Minamoto no Mare y fue bisnieto del Emperador Saga.

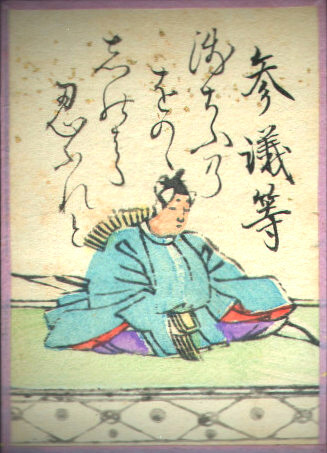
Minamoto no Hitoshi, en el Ogura Hyakunin Isshu.

En 899 estuvo encargado de un puesto menor en la provincia de Ōmi, posteriormente fue gobernador de las provincias de Mikawa, Tango, Yamashiro, entre otros más. También fue nombrado como Sadaiben y Udaiben, en 947 fue promovido a Sangi y en 951 alcanzó el rango de Shōshii.
Sólo cuatro de sus poemas waka fueron incluidos en la antología imperial Gosen Wakashū. Su nombre está incluido en la lista antológica del Ogura Hyakunin Isshu.